# 2nd Marine Division
La 2nd Marine Division è una divisione meccanizzata dello United States Marine Corps. Il quartier generale è situato presso Camp Lejeune, Carolina del Nord.

## Organizzazione
- Division Headquarters
- Headquarters Battalion
- 2nd Assault Amphibian Battalion - Equipaggiato con 230 AAV-P7A1, AAV-C7A1, AAV-R7A1
- 2nd Light Armored Reconnaissance Battalion - Equipaggiato con 74 LAV-25, 20 LAV-AT, 19 LAV-L, 10 LAV-M, 9 LAV-C2, 7 LAV-R
- 2nd Reconnaissance Battalion
  - Headquarters Company
  - Reconnaissance Company A
  - Reconnaissance Company B
  - Reconnaissance Company C
  - Force Reconnaissance Company D
- 2nd Combat Engineer Battalion
- 2nd Marine Regiment
  - Headquarters Battalion
  -  1st Battalion/2nd Marines
  -  2nd Battalion/2nd Marines
  -  3rd Battalion/2nd Marines
- 6th Marine Regiment
  - Headquarters Battalion
  -  1st Battalion/6th Marines
  -  2nd Battalion/6th Marines
  -  3rd Battalion/6th Marines
- 8th Marine Regiment
  - Headquarters Battalion
  - 1st Battalion/8th Marines
  -  2nd Battalion/8th Marines
  -  3rd Battalion/8th Marines
- 10th Marine Regiment
  - Headquarters Battalion
  -  1st Battalion/10th Marines - Equipaggiato con 24 obici M-777A2 da 155 mm
  -  2nd Battalion/10th Marines - Equipaggiato con 24 obici M-777A2 da 155 mm